# Тумул (Мегино-Кангаласский улус)
Тумул — село на севере Мегино-Кангаласского улуса Якутии, Республика Саха. Население на 1 января 2001 года — 700 человек. Расположен в долине Тюнгэ поблизости от села Тюнгюлю. Много озёр.
В поселке проходят улицы: Доллунская, Максимова, Механизаторская, Молодёжная, Нагорная, Октябрьская, Птицына, Рабочая, Титова, Трудовая, Десяткина, 50 лет победы, Эверстова, Новая, Дачная, Келлеркинская, Озёрная, Солообут, Заречная.
В поселке расположен СХПК «Тумул», основная деятельность которого — молочное скотоводство и мясное табунное коневодство. Из общественных заведений в селе располагаются Дом культуры, средняя общеобразовательная школа имени Героя Социалистического труда Десяткина Тараса Гавриловича и здравоохранительные учреждения. 21 октября 2008 года в селе была заложена первая свая каменного детского сада.
С 2001 года в селе проводится шахматный турнир памяти Анастасии Егоровны Максимовой.
Летом + 21, Зимой −41. Дождливый сезон бывает в августе. Самый жаркий месяц в Тумул — июль, а самый холодные месяцы — октябрь, ноябрь, январь. Много озёр, реки, аласы, леса Хара тыалар.
Сначала село входило в состав Тюнгюлюнского наслега с центром в селе Тюнгюлю, расположенном в 1 км от Тумула. В 2001 году село было выделено в самостоятельный Доллунский наслег.
Вблизи села проходит Федеральная автомобильная дорога Р504 «Колыма» (Нижний Бестях — Магадан). Село стояло на 54-м км от Нижнего Бестяха.

## Население
| 2002 | 2010 | 2012 | 2013 | 2014 | 2015 | 2016 |
| ---- | ---- | ---- | ---- | ---- | ---- | ---- |
| 660  | ↘578 | ↘549 | ↘526 | ↗528 | ↗535 | ↗544 |
| 2017 | 2018 | 2019 | 2020 | 2021 |      |      |
| ↗546 | ↗547 | ↗552 | ↗578 | ↗593 |      |      |